# Coppa d'Europa 1992-1993
La Coppa d'Europa 1992-1993 di pallacanestro maschile venne vinta dall'Aris Salonicco.

## Risultati

### Primo turno
| Squadra 1                | Totale    | Squadra 2           | Andata  | Ritorno |
| ------------------------ | --------- | ------------------- | ------- | ------- |
| Pantterit                | 190 - 175 | Tinex Norik Medvode | 99-85   | 91-90   |
| Tallinna Asto            | 172 - 178 | Dinamo Bucarest     | 86-85   | 86-93   |
| Luxol Fitgar             | 140 - 204 | Slavia Sofia        | 82-104  | 58-100  |
| Möllersdorf Traiskirchen | 187 - 221 | TTL Bamberg         | 104-108 | 83-113  |
| Bioveta Brno             | 135 - 189 | Pro-Specs EBBC      | 73-101  | 62-88   |
| Honvéd                   | 218 - 109 | Dinamo Tirana       | 103-47  | 115-62  |
| Bobcat Gent              | 152 - 161 | Nasaş               | 78-81   | 74-80   |

### Secondo turno
| Squadra 1       | Totale    | Squadra 2          | Andata | Ritorno |
| --------------- | --------- | ------------------ | ------ | ------- |
| Pantterit       | 182 - 203 | Pully              | 77-91  | 105-112 |
| Dinamo Bucarest | 4 - 0     | Spartak Subotica   | 2-0    | 2-0     |
| Slavia Sofia    | 124 - 176 | Stefanel Trieste   | 71-75  | 53-101  |
| TTL Bamberg     | 117 - 150 | NatWest Zaragoza   | 66-69  | 51-81   |
| Stroitel Samara | 172 - 196 | Pro-Specs EBBC     | 91-101 | 81-95   |
| Honvéd          | 202 - 172 | Korabel' Mykolaïv  | 108-76 | 94-96   |
| Nasaş           | 191 - 194 | Ovarense           | 98-92  | 93-102  |
| Atletas Kaunas  | 182 - 192 | Hapoel Galil Elyon | 87-94  | 95-98   |
| RTI Minsk       | 129 - 224 | Sato Aris          | 59-117 | 70-107  |
| T71 Dudelange   | 98 - 206  | Pitch Cholet       | 53-114 | 45-92   |
| Achilleas       | 160 - 172 | Slobodna Dalmacija | 90-86  | 70-86   |

### Ottavi di finale
Smelt Olimpija Lubiana, ASK Brocēni, Guildford Kings, Efes Pilsen, USK Praga, CSKA Mosca, Benfica, CSKA Sofia, Hapoel Tel Aviv, Śląsk Wrocław, Helsingin NMKY e Budivelnyk Kiev provenienti dalla Coppa dei Campioni 1992-1993.
| Squadra 1              | Totale    | Squadra 2          | Andata | Ritorno |
| ---------------------- | --------- | ------------------ | ------ | ------- |
| Smelt Olimpija Lubiana | 202 - 188 | Pully              | 107-86 | 95-102  |
| Pro-Specs EBBC         | 167 - 168 | NatWest Zaragoza   | 79-73  | 88-95   |
| ASK Brocēni            | 156 - 153 | Guildford Kings    | 80-77  | 76-76   |
| Efes Pilsen            | 177 - 118 | Dinamo Bucarest    | 96-54  | 81-64   |
| USK Praga              | 185 - 221 | CSKA Mosca         | 96-113 | 89-108  |
| Benfica                | 195 - 163 | CSKA Sofia         | 111-83 | 84-80   |
| Hapoel Tel Aviv        | 154 - 143 | Honvéd             | 92-74  | 62-69   |
| Stefanel Trieste       | 163 - 168 | Hapoel Galil Elyon | 69-69  | 94-99   |
| Śląsk Wrocław          | 155 - 192 | Sato Aris          | 80-90  | 75-102  |
| Ovarense               | 152 - 171 | Pitch Cholet       | 91-85  | 61-86   |
| Helsingin NMKY         | 161 - 170 | Budivelnyk Kiev    | 89-100 | 72-70   |

Slobodna Dalmacija qualificata automaticamente ai quarti.

### Quarti di finale

#### Gruppo A
|    | Squadra                | G  | V | P | PF  | PS  | Dif  | P.ti |
| -- | ---------------------- | -- | - | - | --- | --- | ---- | ---- |
| 1. | Efes Pilsen            | 10 | 9 | 1 | 787 | 707 | +80  | 19   |
| 2. | NatWest Saragozza      | 10 | 7 | 3 | 788 | 701 | +87  | 17   |
| 3. | Smelt Olimpija Lubiana | 10 | 5 | 5 | 798 | 813 | -15  | 15   |
| 4. | CSKA Mosca             | 10 | 3 | 7 | 871 | 902 | -31  | 13   |
| 5. | Hapoel Tel Aviv        | 10 | 3 | 7 | 816 | 837 | -21  | 13   |
| 6. | ASK Brocēni            | 10 | 3 | 7 | 823 | 923 | -100 | 13   |

#### Gruppo B
|    | Squadra            | G  | V | P | PF  | PS  | Dif  | P.ti |
| -- | ------------------ | -- | - | - | --- | --- | ---- | ---- |
| 1. | Sato Aris          | 10 | 9 | 1 | 815 | 689 | +126 | 19   |
| 2. | Hapoel Galil Elyon | 10 | 7 | 3 | 828 | 798 | +30  | 17   |
| 3. | Slobodna Dalmacija | 10 | 7 | 3 | 751 | 708 | +43  | 17   |
| 4. | Benfica            | 10 | 4 | 6 | 768 | 770 | -2   | 14   |
| 5. | Pitch Cholet       | 10 | 2 | 8 | 758 | 844 | -86  | 12   |
| 6. | Budivelnyk Kiev    | 10 | 1 | 9 | 739 | 850 | -111 | 11   |

|  | Qualificate alle semifinali |
|  | Eliminata                   |

### Semifinali
| Squadra 1          | Totale | Squadra 2   | Andata | Ritorno |         |
| ------------------ | ------ | ----------- | ------ | ------- | ------- |
| Hapoel Galil Elyon | 0 - 2  | Efes Pilsen | 71-73  | 62-65   | {{{8}}} |
| NatWest Zaragoza   | 0 - 2  | Sato Aris   | 84-86  | 66-82   | {{{8}}} |

### Finale
| Squadra 1   | Risultato | Squadra 2 |
| ----------- | --------- | --------- |
| Efes Pilsen | 48 - 50   | Sato Aris |

| Coppa d'Europa 1992-1993 |
| ------------------------ |
| Aris Salonicco 1º titolo |

## Formazione vincitrice
| N° | Naz.                   | Ruolo | Sportivo              |  | Alt. |  |
| -- | ---------------------- | ----- | --------------------- |  | ---- |  |
| 4  | Grecia (bandiera)      | C     | Vasilīs Lypīridīs     |  |      |  |
| 5  | Grecia (bandiera)      | G     | Panagiōtīs Giannakīs  |  |      |  |
| 7  | Grecia (bandiera)      | AG    | Igkor Mōraitīs        |  |      |  |
| 7  | Grecia (bandiera)      |       | Theodosis Paralikas   |  |      |  |
| 8  | Grecia (bandiera)      | C     | Michail Misunov       |  |      |  |
| 9  | Grecia (bandiera)      | P     | Giōrgos Gasparīs      |  |      |  |
| 10 | Stati Uniti (bandiera) | AP    | J.J. Anderson         |  |      |  |
| 12 | Grecia (bandiera)      | C     | Ntinos Aggelidīs      |  |      |  |
| 13 | Grecia (bandiera)      | G     | Vaggelīs Vourtzoumīs  |  |      |  |
| 14 | Grecia (bandiera)      | P     | Memos Iōannou         |  |      |  |
| 15 | Stati Uniti (bandiera) | AC    | Roy Tarpley           |  |      |  |
|    | Slovenia (bandiera)    | A     | Slobodan Subotić      |  |      |  |
|    | Grecia (bandiera)      | C     | Miroslav Pecarski     |  |      |  |
|    | Stati Uniti (bandiera) | G     | Reggie Theus          |  |      |  |
|    | Grecia (bandiera)      | AG    | Kostas Paschalis      |  |      |  |
|    | Grecia (bandiera)      |       | Iraklis Christianidis |  |      |  |
|    | Grecia (bandiera)      |       | Kleanthis Gallos      |  |      |  |
|    | Grecia (bandiera)      |       | David Vakouftsis      |  |      |  |
|    | Israele (bandiera)     | All.  | Zvi Sherf             |  |      |  |